# Элисет ап Гуилог
Элисед ап Гуилог (валл. Elisedd ap Gwilog; около 695 — около 755) — король Поуиса (около 710 — около 755).

## Биография
Элисед наследовал престол Поуиса около 710 года, став преемником своего умершего отца Гуилога ап Бели, который предположительно был женат на дочери Ноуи из королевства Дивед. По другой версии его отца звали Коледог ап Бели ап Селив. В первые годы его правления столицей Поуиса был город Дин-Бран, а в 717 году столицей стал город Матравал.
Элиседу удалось отвоевать у Мерсии восточную часть Поуиса. Кинген ап Каделл, умерший в 855 году правнук Элиседа, воздвиг в честь прадеда каменный столп с описанием его заслуг. Сейчас этот столп, известный как «Колонна Элисега», находится недалеко от аббатства Валле-Крукис (вблизи Лланголлена).
Элисед умер около 755 года. Ему наследовал его сын Брохвайл ап Элисед. По другой версии и он и его сын Брохвайл умерли в один год — 773 год.
Согласно «Анналам Камбрии», около 760 года, произошла битва при Херефорде, в которой, как считается, Ноуи, правитель Брихейниога, в союзе с Элиседом нанес поражение армии Мерсии. Возможно, что правитель Гвента или Гливисинга также участвовал в этом разгроме мерсийцев.